# XXXII Festival Internacional de Cinema Fantàstic de Catalunya
La XXXII edició del Sitges Festival Internacional de Cinema de Catalunya (abans, Festival Internacional de Cinema Fantàstic de Sitges) es va organitzar del 6 al 16 d'octubre de 1999. Fou la primera edició del festival dirigida per Roc Villas. Va suposar el descobriment com a jove valor de Jaume Balagueró i destapà la nova onada de cinema de terror d'Àsia Oriental. Es van fer retrospectives de Segundo de Chomón i Jacques Demy, a les que va assistir la seva vídua, Agnès Varda. També es va exhibir una versió restaurada d' Alien, amb la presència de l'actriu secundària Veronica Cartwright.
Va començar amb la projecció d´eXistenZ, en una sessió en la que no hi van assistir ni el director ni els protagonistes. L'expectació inicial del festival fou la projecció de The Blair Witch Project, tot i que finalment fou molt criticada i només va rebre una menció especial. Tanmateix, la gran sensació fou la japonesa Ringu.

## Pel·lícules projectades

### Secció oficial Fantàstic
- Els amants criminals de François Ozon
- The Blair Witch Project de Daniel Myrick i Eduardo Sánchez
- eXistenZ de David Cronenberg
- La mujer más fea del mundo de Miguel Bardem
- Ringu (The Ring) de Hideo Nakata
- Ringu 2 de Hideo Nakata
- Samurai Fiction de Hiroyuki Nakano
- Els sense nom de Jaume Balagueró
- Simon Magus de Ben Hopkins
- 6:3, avagy játszd újra Tutti de Péter Tímár
- Zbogum na dvaesettiot vek! de Darko Mitrevski i Aleksandar Popovski
- Besat d'Anders Rønnow Klarlund
- Ratrace de Valentin Hitz
- Serebriannie golovi de Vladimir Maslov i Ievgueni Iufit
- Six-String Samurai de Lance Mungia
- La cara del terror de Rand Ravich
- The Item de Dan Clark
- Toemarog de Park Kwang-chun
- The Minus Man de Hampton Fancher

### Secció Gran Angular
- Sense límit de Doug Liman
- The Last Days of Disco de Whit Stillman
- Mones com la Becky de Joaquim Jordà i Núria Villazán [8]
- Night Train de Les Bernstien
- El cas Winslow de David Mamet
- La fortuna de viure de Jean Becker
- Misguided Angel de Stefan Jäger
- Le Vent de la nuit de Philippe Garrel
- Kadosh d'Amos Gitai
- L'Ennui de Cédric Kahn
- Segrestant la senyoreta Tingle de Kevin Williamson
- In the Winter Dark de James Bogle [9]
- Febre d'Alex Winter

### Sessions Especials
- Alien de Ridley Scott
- Gamera: Daikaijū Kūchū Kessen de Shusuke Kaneko
- La màscara de cera de Sergio Stivaletti
- La nit dels morts vivents (edició 30è aniversari) de George A. Romero i John A. Russo
- Porgy and Bess d'Otto Preminger
- Vertigen (D'entre els morts) d'Alfred Hitchcock
- Il fantasma dell'Opera de Dario Argento
- Camelot de Joshua Logan
- The Acid House de Paul McGuigan
- Terror Firmer de Lloyd Kaufman

### Secció Anima’t
- La Princesa Mononoke de Hayao Miyazaki[10]
- To hrima - Mia mythologia tou Skotous de Vassílis Mazoménos
- Spriggan de Hirotsugu Kawasaki

### Homenatge a Jacques Demy
- Els paraigües de Cherbourg (1964)

## Jurat
El jurat de la secció internacional era format per Anthony P. Timpone, Karim Hussain, Évelyne Dandry, Isabel Coixet, Richard Lester (que va marxar l'endemà de la seva arribada) i Assumpta Serna. El jurat del Mèliès d'Or era format per Julio Medem, Dominique Deruddere, Michele de Angelis, Pedro Berhan da Costa i Toni Jerrman.

## Premis
Els premis d'aquesta edició foren:
| Categoria                                  | Premiat                               | Treball                         |
| ------------------------------------------ | ------------------------------------- | ------------------------------- |
| Premi al millor director                   | Ben Hopkins                           | Simon Magus                     |
| Premi a la millor pel·lícula               | Ringu                                 | Hideo Nakata                    |
| Menció especial a la pel·lícula            | The Blair Witch Project               | Daniel Myrick i Eduardo Sánchez |
| Premi a la millor actriu                   | Emma Vilarasau                        | Els sense nom                   |
| Premi al millor actor                      | Noah Taylor                           | Simon Magus                     |
| Premi al millor guió                       | François Ozon                         | Els amants criminals            |
| Premi a la millor fotografia               | Yujiro Yajima                         | Samurai Fiction                 |
| Premi a la millor fotografia               | Xavi Giménez                          | Els sense nom                   |
| Premi al millor banda sonora               | Tomoyasu Hotei                        | Samurai Fiction                 |
| Premi als millors efectes especials        | Hajime Matsumoto                      | Ringu                           |
| Premi al millor Curtmetratge               | Iván Ávila Dueñas                     | Vocación de martirio            |
| Premi de la Crítica José Luis Guarner      | Mones com la Becky                    | Joaquim Jordà i Núria Villazán  |
| Premi al millor curtmetratge d'animació    | Le cyclope de la mer                  | Philippe Jullien                |
| Menció especial al curtmetratge d'animació | Huset på Kampen                       | Pjotr Sapegin                   |
| Premi Honorífic Màquina del Temps          | Dario Argento                         |                                 |
| Premi Méliès d'argent                      | Els sense nom                         | Jaume Balagueró                 |
| Premi Gran Angular a la millor pel·lícula  | La fortuna de viure                   | Jean Becker                     |
| Premi Anima't                              | To hrima - Mia mythologia tou Skotous | Vassílis Mazoménos              |